# Camponotus ostiarius
Camponotus ostiarius är en myrart som beskrevs av Auguste-Henri Forel 1914. Camponotus ostiarius ingår i släktet hästmyror, och familjen myror. Inga underarter finns listade.